# Academia Sínica

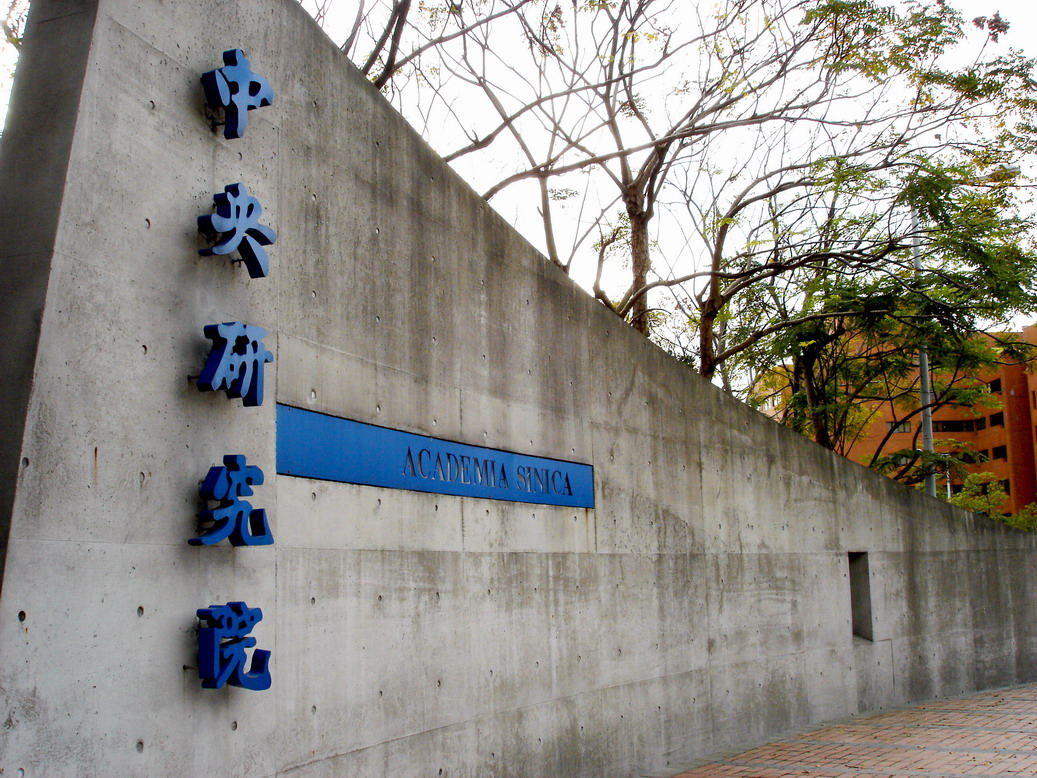
Academia Sínica.

La Academia Sínica (en chino, 中央研究院; pinyin, Zhōngyāng Yánjiūyuàn; «Academia China», literalmente «Academia Central de Investigaciones») es la Academia Nacional  de la República de China (Taiwán), con sede en el distrito de Nangang de Taipéi. Da soporte a actividades investigadoras en una amplia variedad de disciplinas, que abarcan desde las ciencias físicas y matemáticas a las ciencias de la vida, humanidades y ciencias sociales. En 2009, la Academia Sínica alcanzó el puesto decimonoveno entre las 2000 mejores instituciones de investigación del ranking de Webometrics Ranking of World Universities.
El erudito taiwanés Chag Jui-Te, en su Encyclopedia of China, dice que la Academia Sínica ha tenido un gran progreso en los últimos años; ha aumentado progresivamente el número de investigaciones escritas por sus miembros facultativos, que llegaron a 1150 en el año 2001, que aparecen en revistas y publicaciones internacionales; algunas de las revistas publicadas por la propia Academia Sínica, como Zoological Studies y Statistical Sinica han recibido reconocimiento internacional.
La Academia Sínica juega un papel importante en el campo de los estudios sobre China. Por ejemplo, los hallazgos arqueológicos por parte de investigadores del Instituto de Historia y Filología han conducido, en combinación con documentos escritos, a una reescritura virtual de la historia antigua de China, haciendo retroceder el inicio de lo que puede considerarse historia china en varios siglos.

## Historia

### Fundación y primeros años

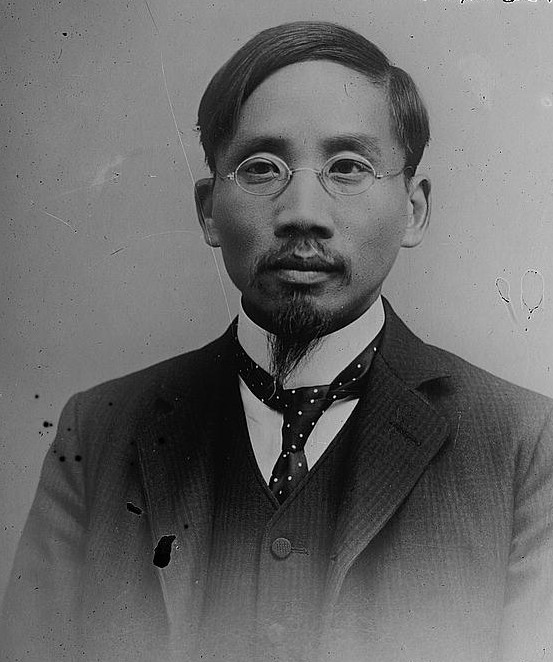
Tsai Yuan-Pei (蔡元培 (Cài Yuánpéi, Ts'ai Yüan-p'ei)) (11 de enero de 1868 – 5 de marzo de 1940) fue el primer presidente de la Academia Sínica. Su mandato se extendió de abril de 1928 a marzo de 1940.

En 1927 varias facciones del gobierno del Kuomintang (KMT), tomaron una serie de iniciativas con vistas a institucionalizar el desarrollo de las ciencias y la tecnología en China. A finales de año, el Comité Ejecutivo Central del KMT aprobó la creación de la Academia Sínica, a propuesta del entonces presidente de la Universidad de Pekín, Tsai Yuan-Pei, que sería el primer presidente de la Academia. Como parte del objetivo de construir instituciones centralizadas, la Academia Sínica se fundó en 1928 en la China continental el mismo día de inauguración del gobierno.
Estaba integrada por los mejores y más brillantes académicos e investigadores independientes de China, y fue una especie de institución paraguas que absorbió muchos institutos de investigación existentes y los localizó en un solo punto, bajo control directo del Yuan Ejecutivo, con una estructura altamente centralizada y una organización jerárquica. A la cabeza estaba el presidente Tsai Yuan-Pei, y bajo él los nueve institutos originales (Meteorología, Astronomía, Física, Química, Geología, Ingeniería, Psicología, Historia y Filología, y Sociología) y dos museos, muchos de los cuales se ubicaban en la nueva capital de Nankín.
Pese a ser una institución subvencionada por el gobierno, la Academia fue diseñada para aparecer intelectualmente independiente, y los académicos disfrutaban de autonomía en la formulación de los objetivos de investigación de la institución. Esto daba al gobierno una imagen de integridad intelectual tanto hacia el exterior como entre la comunidad intelectual china. No obstante, dado el origen de las subvenciones y los lazos políticos del presidente de la Academia con el KMT, queda claro que el gobierno esperaba ejercer cierta influencia sobre la academia, aunque con anterioridad a 1936  no hubo mayor esfuerzo por impulsar la investigación aplicada o coordinar la investigación desarrollada en la Academia Sínica con las necesidades económicas nacionales.
Durante la década de 1930 el número de institutos científicos creció, con la inclusión de los de Botánica, Zoología y Psicología.
Entre las motivaciones del Kuomintang estaban el acceso del gobierno al más reciente conocimiento científico y social sin tener que formar a su propia gente en la investigación académica, así como servir de vínculo entre el gobierno central y la élite de la comunidad académica china en una cooperación apolítica que, por otro lado, podía ayudar a pacificar una fuente potencial de crítica al estado. También servía de propaganda internacional, ayudando a proyectar una imagen de China como una nación tan moderna como los poderes occidentales.
En 1935 la Academia Sínica cambió de objetivos, priorizando los estudios prácticos y la búsqueda de soluciones a los problemas nacionales por encima de la investigación pura. Se incrementó la cooperación interna entre los institutos, y entre la Academia y el mundo exterior, especialmente con el gobierno.

### Traslado a Taipéi
Tras los turbulentos años de la segunda guerra sino-japonesa y la guerra civil china, la Academia Sínica se trasladó con el gobierno a Taiwán. Sólo llegaron dos de sus institutos, el Instituto de Historia y Filología y el Instituto de Matemáticas, que se establecieron en Nankang, un suburbio al este de Taipéi. 
Tras el traslado de la Academia Sínica, se fundó en la China continental la actual Academia China de las Ciencias de Pekín, con la que comparte raíces y nombre. 
Durante la década de 1950 el gobierno contempló la Academia Sínica como un medio de preservar la cultura china más que por sus posibles contribuciones a la ciencia, enfoque que fue consentido por el entonces presidente de la academia Chu Chia-Hua. El Instituto de Historia y Filología, el único enfocado en estudios chinos fue coincidentemente también el único en trasladarse intacto a Taiwán; se dedicaron susbstanciales recursos a la construcción de instalaciones para hospedar los viejos y nuevos institutos para el estudio de la historia, literatura y cultura china; y las únicas demandas de subvención extranjera, provenientes de fundaciones como la Ford o la Rockefeller se referían a estudios culturales chinos.
Durante el periodo de transición el crecimiento de la Academia Sínica fue lento, debido a la inestabilidad política y a los bajos presupuestos de que disponía. Las ayudas estadounidenses se enfocaban en el incremento de la producción industrial y agrícola, así como en ayudas al ejército. 
Los académicos estaban mal pagados y debían dedicarse a actividades no académicas para llegar a fin de més, por lo que la investigación se resintió.. Tampoco disponían de recursos suficientes: en 1953 los archivos del Instituto de Historia y Filología permanecían en un garaje en Yangmei, al sur de Taiwán, a falta de una biblioteca donde trasladarlos. Esta situación continuaba a principios de la década de 1960; pese a que las subvenciones estatales subieron, no había presupuesto suficiente para llevar a cabo simultáneamente la construcción de nuevas instalaciones y el pago de proyectos de investigación.

## Misión
A diferencia de la academia continental, que está exclusivamente compuesta de institutos de las ciencias naturales, la Academia Sínica abarca tres divisiones académicas principales:
- Matemáticas y Ciencias físicas
- Biología
- Humanidades y Ciencias sociales

Además de la investigación académica científica y humanística, las funciones principales de la Academia Sínica incluyen la creación de guías y de canales de coordinación, así como incentivos con vistas a elevar los estándares académicos del país.